# Charles-Eugène Sancelme
Charles-Eugène Sancelme, francoski general, * 30. december 1882, Jenzat, † 28. oktober 1962, Pariz.